# Coosje Wolters
Coosje Wolters (Arnhem, 17 juli 1904 - Veghel, 27 november 2004) is de eerste Nederlandse vrouw die een rijbewijs haalde voor de motorfiets.
Wolters woonde toentertijd in Den Haag, en stond daar indertijd bekend als de duivelin van Den Haag. Ze reed op een DKW, die de respectabele snelheid van 80 km/u haalde. Ze nam deel aan diverse races, zoals de 24-uurs race van Naarden. Toen haar man haar na de Tweede Wereldoorlog verliet, moest ze haar motorfiets verkopen, omdat dat voor een alleenstaande moeder te duur was.
Op 17 juli 2004 nam mevrouw Wolters op haar honderdste verjaardag nog eens plaats op een motorfiets (als passagier), en maakte een rondrit door Veghel, waar ze toen in een verzorgingstehuis woonde.